# Grand Prix automobile du Canada 2003
GP précédent GP suivant
Le Grand Prix automobile du Canada 2003 (Grand Prix Air Canada 2003), disputé sur le circuit Gilles-Villeneuve de Montréal le 15 juin 2003, est la 705e épreuve de l'histoire du championnat du monde de Formule 1 courue depuis 1950 et la huitième manche du championnat 2003.

## Classement
| Pos  | N° | Pilote                | Écurie           | Tours | Temps/Abandon                      | Grille | Points |
| ---- | -- | --------------------- | ---------------- | ----- | ---------------------------------- | ------ | ------ |
| 1    | 1  | Michael Schumacher    | Ferrari          | 70    | 1 h 31 min 13 s 591 (200,777 km/h) | 3      | 10     |
| 2    | 4  | Ralf Schumacher       | Williams-BMW     | 70    | + 0 s 784                          | 1      | 8      |
| 3    | 3  | Juan Pablo Montoya    | Williams-BMW     | 70    | + 1 s 355                          | 2      | 6      |
| 4    | 8  | Fernando Alonso       | Renault          | 70    | + 4 s 481                          | 4      | 5      |
| 5    | 2  | Rubens Barrichello    | Ferrari          | 70    | + 1 min 04 s 261                   | 5      | 4      |
| 6    | 6  | Kimi Räikkönen        | McLaren-Mercedes | 70    | + 1 min 10 s 502                   | 20     | 3      |
| 7    | 14 | Mark Webber           | Jaguar-Cosworth  | 69    | + 1 tour                           | 6      | 2      |
| 8    | 20 | Olivier Panis         | Toyota           | 69    | + 1 tour                           | 7      | 1      |
| 9    | 19 | Jos Verstappen        | Minardi-Cosworth | 68    | + 2 tours                          | 15     |        |
| 10   | 15 | Antônio Pizzonia      | Jaguar-Cosworth  | 64    | + 4 tours                          | 13     |        |
| 11   | 21 | Cristiano da Matta    | Toyota           | 64    | + 6 tours                          | 9      |        |
| Abd. | 18 | Justin Wilson         | Minardi-Cosworth | 60    | Boîte de vitesses                  | 18     |        |
| Abd. | 17 | Jenson Button         | BAR-Honda        | 51    | Boîte de vitesses                  | 17     |        |
| Abd. | 5  | David Coulthard       | McLaren-Mercedes | 47    | Boîte de vitesses                  | 11     |        |
| Abd. | 9  | Nick Heidfeld         | Sauber-Petronas  | 47    | Moteur                             | 12     |        |
| Abd. | 7  | Jarno Trulli          | Renault          | 22    | Accident                           | 8      |        |
| Abd. | 11 | Giancarlo Fisichella  | Jordan-Ford      | 20    | Boîte de vitesses                  | 16     |        |
| Abd. | 12 | Ralph Firman          | Jordan-Ford      | 20    | Moteur                             | 19     |        |
| Abd. | 16 | Jacques Villeneuve    | BAR-Honda        | 14    | Freins                             | 14     |        |
| Abd. | 10 | Heinz-Harald Frentzen | Sauber-Petronas  | 6     | Électronique                       | 10     |        |

## Pole position et record du tour
- Pole position : Ralf Schumacher en 1 min 15 s 529
- Tour le plus rapide : Fernando Alonso en 1 min 16 s 040 au 53e tour.

## Tours en tête
- Ralf Schumacher : 19 (1-19)
- Michael Schumacher : 40 (20 / 26-48 / 55-70)
- Fernando Alonso : 11 (21-25 / 49-54)

## Statistiques
- 68e victoire pour Michael Schumacher.
- 163e victoire pour Ferrari en tant que constructeur.
- 163e victoire pour Ferrari en tant que motoriste.
- 1er meilleur tour pour Fernando Alonso.